# Рушельчичі
Рушельчичі (пол. Ruszelczyce) — село в Польщі, у гміні Кривча Перемишльського повіту Підкарпатського воєводства.
Населення — 609 осіб (2011).

## Географія
Село розташоване на відстані 3 кілометри на північний захід від центру гміни села Кривча, 19 кілометрів на захід від центру повіту міста Перемишль та 44 кілометри на південний схід від центру воєводства міста Ряшів.

## Історія
Місцева дерев’яна церква Воскресіння ГНІХ була збудована в 1845 р., в 1936 р. налічувала 577 парафіян, належала до парафії Скопів Порохницького деканату Перемишльської єпархії.
У 1975-1998 роках село належало до Перемишльського воєводства.

## Демографія
- 1880 — 103 будинки і 662 мешканці, серед яких: 430 греко-католиків, 162 римо-католики, 70 юдеїв
- 1921 — 140 будинків і 782 мешканці, серед яких: 469 греко-католиків, 287 римо-католиків, 26 юдеїв
- 1939 — 890 мешканців, з них 520 українців-грекокатоликів, 250 поляків і 20 євреїв[3]

Демографічна структура станом на 31 березня 2011 року:
|          | Загалом | Допрацездатний вік | Працездатний вік | Постпрацездатний вік |
| -------- | ------- | ------------------ | ---------------- | -------------------- |
| Чоловіки | 320     | 76                 | 211              | 33                   |
| Жінки    | 289     | 63                 | 170              | 56                   |
| Разом    | 609     | 139                | 381              | 89                   |